# Alyxia minutiflora
Alyxia minutiflora är en oleanderväxtart som beskrevs av D. J. Middleton. Alyxia minutiflora ingår i släktet Alyxia och familjen oleanderväxter. Inga underarter finns listade i Catalogue of Life.